# Les Zoombinis
Les Zoombinis sont les personnages d'une série de jeux vidéo éducatifs, apparue dans les années 1990 et rééditée dans les années 2010 ; la série vise un jeune public à partir de huit ans. « Les Zoombinis » désigne également la série.

## Historique
En 1996, Brøderbund Software édite et développe le jeu. La première version paraît en Europe en mars 1996 en trois langues : anglais (v. 1.0BR), français (v. 1.0FR) et en allemand (v. 1.0DE).
En décembre 1996, une mise à jour mineure (v. 1.1) est éditée. Elle ne concerne que la version anglaise. Au début des années 2000, The Learning Company devenue Mindscape achète et développe la licence pour le monde entier sauf l'Amérique du Nord.
La série comporte deux suites : Les Zoombinis 2 : Mission au Sommet et Les Zoombinis 3 : Archipel en danger.
En février 2015, les créateurs du jeu lancent une campagne sur Kickstarter pour financer une refonte. 50 000 dollars étaient demandés et la campagne rapporte plus du double. Les 101 716 dollars récoltés, la réédition, renommée pour l'occasion simplement Zoombinis, sort le 6 août 2015 sur iPad et tablettes Android. En octobre 2015, le jeu sort sur PC et Mac. Les énigmes, les musiques et les règles du jeu sont identiques à l'original. Néanmoins, les graphismes, que ce soit fonds, personnages et cartes sont entièrement nouveaux. En outre le jeu est jouable sur différentes résolutions d'écran.

## L'objectif pédagogique
Les épreuves sont basées sur la logique, la déduction et la comparaison. C'est à l'enfant de découvrir les règles. Elles le préparent à la logique mathématique et numérique dans le sens qu'elles fonctionnent sur le système vrai/faux. Plus la difficulté augmente et plus les capacités de déduction, d'analyse et de réflexion du joueur sont mises à contribution .

## Le récit
Les Zoombinis sont des petits êtres bleus qui sont tous différents sur certaines caractéristiques : les cheveux, les yeux, la couleur du nez, les pieds. Sur Zoombinîle, leur lieu de résidence, ils vivent heureux et aisément ; la création de petits objets fait leur réputation.

## Accueil
La série est reconnue d'intérêt général par l'Éducation nationale. L'Odyssée des Zoombinis a obtenu l'« Excellence in software awards » du meilleur programme éducatif pour pré-adolescent.

## Liste des jeux Zoombinis
1. L'Odyssée des Zoombinis
2. Zoombinis 2 : Mission au sommet
3. Zoombinis 3 : Archipel en danger